# Airport '80
Airport '80 (The Concorde ... Airport '79) è un film catastrofico del 1979 diretto da David Lowell Rich e interpretato da Alain Delon, Susan Blakely, George Kennedy e Sylvia Kristel. È l'ultimo episodio ufficiale della serie di pellicole iniziata con Airport. L'aereo utilizzato per le riprese del film, l'esemplare di Concorde registrato con la sigla F-BTSC, per ironia della sorte, sarà lo stesso apparecchio che andrà distrutto nell'incidente del volo Air France 4590 avvenuto il 25 luglio 2000.

## Trama

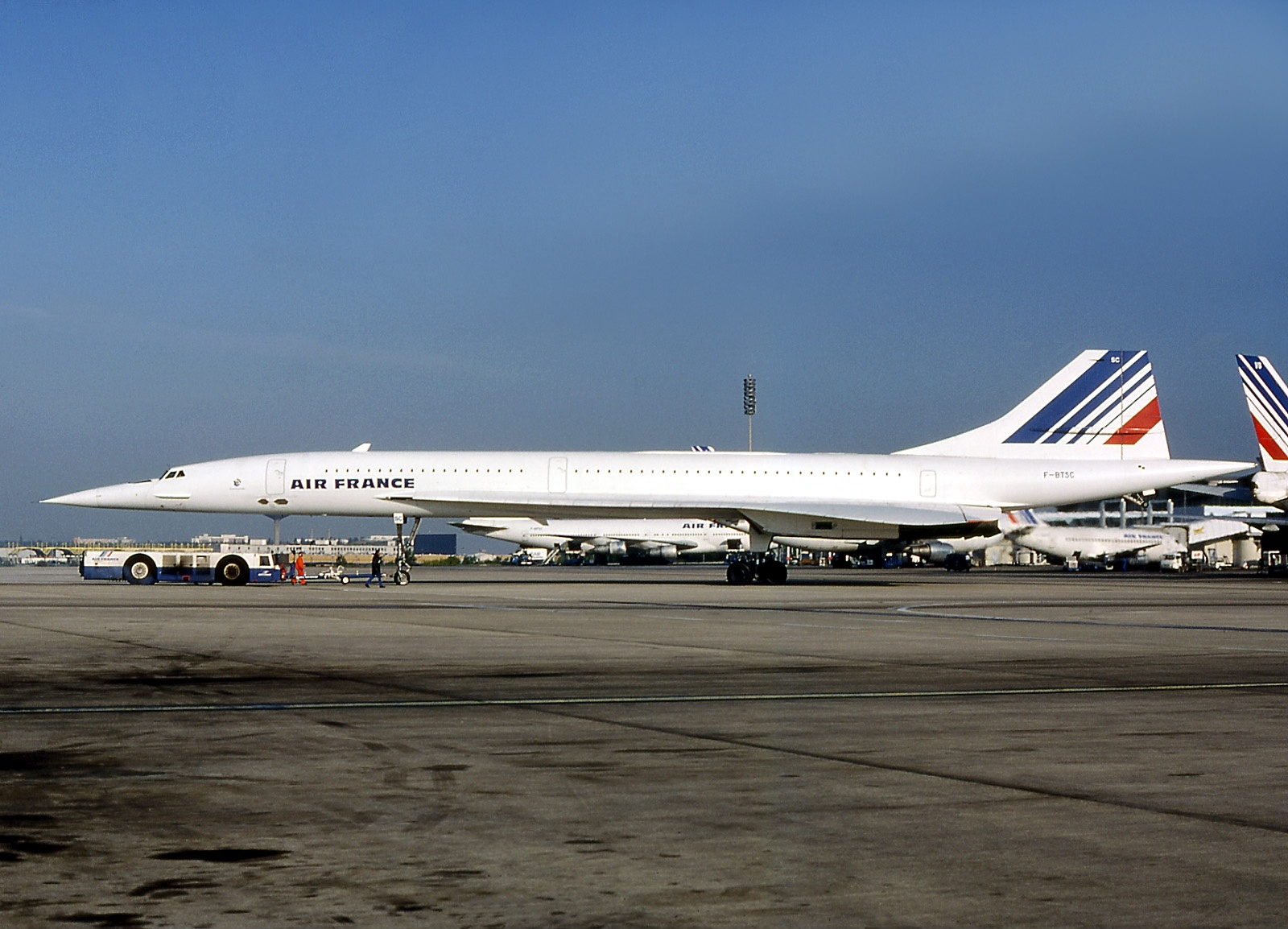
Il Concorde usato per le riprese del film.

Un Concorde, al comando dei piloti Paul Metrand e Joe Patroni, sta per partire dall'aeroporto Dulles di Washington (nel doppiaggio italiano più volte pronunciato "Dallas", come la città texana, ma in maniera erronea, essendo le due pronunce differenti: Dallas /ˈdæləs/; Dulles /ˈdʌlɪs/ o /ˈdʌləs/), diretto a Mosca per un volo inaugurale, in vista dei Giochi Olimpici del 1980 che si svolgeranno proprio in terra sovietica. Fra i passeggeri c'è una nota giornalista, Maggie Whelan, che ha acquisito quasi per caso alcuni documenti che provano che il potente uomo d'affari Kevin Harrison, con il quale lei ha anche una relazione, è implicato in una vicenda di traffico illegale di armi.
Per evitare di essere scoperto, Harrison decide di far abbattere l'aereo, sperando in tal modo di eliminare la sua amante, ormai divenuta scomoda. Il primo tentativo, effettuato con un missile terra-aria, va a vuoto; il Concorde riesce a non farsi colpire e il razzo viene abbattuto da due F-15 dell'aviazione americana. Il secondo tentativo ha luogo sull'Oceano Atlantico mentre il Concorde si avvicina alla Francia; un caccia F-4 Phantom attacca l'aereo, ma anche questa volta la bravura dei piloti, nonché l'immediato intervento della difesa aerea francese con i suoi Mirage F1, evitano la tragedia ed il Concorde, pur lievemente danneggiato, riesce ad atterrare al previsto scalo intermedio di Parigi (dove viene anche consegnato con successo un organo da trapiantare ad un bambino).
Il giorno dopo si riparte per Mosca, ma Harrison ha ordinato un nuovo sabotaggio. In pieno volo si apre il portello del vano bagagli, che crea una decompressione a bordo dell'aereo che, irrimediabilmente squarciato sul fondo, deve effettuare un atterraggio di fortuna sulla neve fra le Alpi austriache. L'impresa sembra disperata ma alla fine, sia pur con molte difficoltà, piloti e passeggeri usciranno tutti sani e salvi dall'aereo prima che quel che rimane di esso salti in aria. Harrison, senza più speranze di sottrarsi alla giustizia, si toglie la vita.